# Селбридж
Селбридж (на английски: Celbridge; на ирландски: Cill Droichid) е град в централната източна част на Ирландия. Намира се в графство Килдеър на провинция Ленстър на около 20 km западно от столицата Дъблин и на около 18 km северно от административния център на графството Нейс. Има жп гара от 4 август 1846 г. Интересен архитектурен обект е сградата Касълтаун Хаус, построена през 1722 г. Населението му е 17 262 жители от преброяването през 2006 г. 